# SECOND REUNION
『SECOND REUNION -The Best Of Sing Like Talking-』は、SING LIKE TALKINGの2枚目のベスト・アルバム。1998年9月30日にファンハウスよりリリースされた。
2018年8月22日にアリオラジャパンよりBlu-spec CD2で再発。リマスタリングはステファン・マーカッセン。

## 概要
前作より5年9ヶ月ぶりとなるベストアルバム。1991年から1997年までのシングル曲およびカップリング曲14曲が収録されている。
本作発売後にメンバーのソロ活動を活発化させ、2001年頃までバンド活動を休止した。
2022年10月現在2番目に売れたCDアルバム。

## 収録曲
特記以外作詞・作曲：藤田千章・佐藤竹善
1. FIRECRACKER
26thシングル
編曲：小林正弘
日本テレビ系スペシャルドラマ『あぶない刑事フォーエヴァー TVスペシャル'98』主題歌/東映配給映画『あぶない刑事フォーエヴァー THE MOVIE』主題歌
2. OUR DREAM
27thシングル
3. STEPS OF LOVE
6thシングル
4. LA LA LA
7thシングル
TBS系『世界ふしぎ発見』エンディングテーマ
5. WITH YOU
8thシングル
後楽園ゆうえんち「ルナパーク」CMソング
6. RISE
10thシングル
東洋醸造「チューハイ ハイリキ」CMソング
7. MY DESIRE ～冬を越えて～
11thシングル
日産自動車「ラルゴ ハイウェイスター」CMソング
8. 離れずに暖めて
12thシングル
TBS系『ムーブ』エンディングテーマ
9. JOY
15thシングル
ハウステンボス 夏のキャンペーンCMソング
10. TOGETHER
16thシングル
作詞：藤田千章・CAT GRAY、作曲：佐藤竹善
11. みつめる愛で
18thシングル
テレビ朝日系『リングの魂』オープニングテーマ
12. BURNIN’ LOVE
20thシングルカップリング
作詞：藤田千章・Andrew Ocelot、作曲：佐藤竹善、編曲：CAT GRAY
13. SEASONS OF CHANGE
24thシングル
日本テレビ系『TVおじゃマンモス』エンディングテーマ
14. SPIRIT OF LOVE
20thシングル
作詞：藤田千章、作曲：佐藤竹善
フジテレビ系『猛烈アジア太郎』エンディングテーマ

## 演奏
- 佐藤竹善
  - All Vocals (#1.2.8.11.13)
  - Vocal (#3-7.9.10.12.14)
  - Background Vocals (#6.7.9.10)
  - CP70 (#1)
  - Keyboards (#1-11.13)
  - Fender Rhodes (#2.11)
  - Acoustic Piano (#3.4.5.13)
  - Electric Piano (#3.4)
- 藤田千章
  - Synthesizer (#1-11.13)
  - Keyboards (#11)
  - Background Vocals (#3-7)
- 西村智彦：Guitars
- 沼澤尚：Drums (#1.2.4.6.8.10.11.12.13)
- Cat Gray
  - Bass (#1.2.11.12.13)
  - Keyboards (#2.10.11.12.13)
  - Cymbals (#9)
  - Synth Bass (#9.10)
  - Background Vocals (#9.10.12.14)
  - Guitar (#10)
  - Horn Arrangement (#12)
  - Organ, Percussion (#14)
- 大儀見元：Percussion (#1)
- 小林正弘
  - Trumpet (#1.2)
  - Brass Arrangement (#1)
- 菅坂雅彦、下神竜哉：Trumpet (#1)
- 河合わかば：Trombone (#1)
- 吉永寿、本田雅人：Saxophone (#1)
- 岸村正実：Manipulator (#1)
- 小池修：Alto Saxophone (#2)
- Rod Antoon
  - Background Vocal (#3.4.5.6)
  - Organ, Synthesizer (#3.4)
  - Clavinet (#3)
  - Keyboards (#5.6)
- 渕野繁雄：Saxophone (#3)
- Luis Conte：Percussion (#4)
- Alex Brown, Mortonette Jenkins：Background Vocals (#4)
- Tris Imboden：Drums (#5)
- Larry Fergusson：Speaking (#6)
- 高水健司：Bass (#7)
- 佐藤誠吾：Drums (#7)
- 田中倫明
  - Congas, African Toys, Windchime (#7)
  - Percussion (#13)
- 難波弘之：Piano Solo (#7)
- 佐久間明弘：Bass (#8)
- 藤井康一：Harmonica (#8)
- Ron Eschete：Jazz Guitar Solo (#9)
- Karl Perazzo：Percussion (#10.11.12)
- Harry Kim：Trumpet (#10.12)
- Dan Fornero：Trumpet (#10)
- Arturo Veseco：Trombone (#10)
- Andrew Woolfolk：Saxophone (#10)
- 塩谷哲：Acoustic Piano (#11.14)
- Raymond Mckinley：Bass (#12)
- Steve Baxter：Trombone (#12)
- Eddie M.：Alto Saxophone (#12)
- Jane Child：Background Vocals (#12.14)
- 大村憲司：Acoustic Guitar (#13)
- Grisanthia Franklin, Brenda Roy, Charlotte Johnson, Charlene Johnson, Shateria Scrogoins, Feddie Hawkins, Erica Dixson, San Franklin, Lynette Stephens, Cynthia Harvey, Mary Chathrine Cross, Kim Walton, Kim Travis, Tony Timmons, Ladele Kemp, Patrick Sturgis, Mark Brown, Daryl Williams, Jamie Hawkins：Choir (#14)